# Tomislav Merčep
Tomislav Merčep (Borovo Naselje, 28. rujna 1952. – Zagreb, 16. studenoga 2020.), bio je hrvatski političar i ratni zapovjednik u Domovinskom ratu. U veljači 2017. godine Vrhovni sud Republike Hrvatske pravomoćno ga je osudio za ratne zločine počinjene pod njegovim zapovjedništvom i to zatvorskom kaznom u trajanju od 7 godina.

## Životopis
Tomislav Merčep rodio se je 1952. godine u obitelji hrvatskih antifašističkih boraca, obitelji koja se doselila iz Zagore (Katuni) u Slavoniju.
Osnovnu je školu završio u rodnom Borovu Naselju, a srednju i Višu građevinsku školu u susjednom Vukovaru. Prije rata bio je poslovođa u građevinarskom poduzeću Borovu. Obnašao je mjesto šefa gradilišta i šefa sektora. Došao je do mjesta člana uprave SOUR Borovo.
Prvi puta za Tomislava Merčepa u hrvatskoj javnosti čuje se 1990. godine kada je kao kandidat HDZ-a (Hrvatske Demokratske Zajednice) na prvim višestranačkim izborima ušao u vukovarsku gradsku vladu i postao sekretar narodne obrane. U vrijeme prvih predratnih napetosti veoma je aktivan - organizira seoske straže i nabavlja oružje, smijenio je sve direktore tvornica, preuzeo je radijsku postaju i postao praktički prvim čovjekom policije. Nakon glasina o specifičnim ispitivanjima u podrumu Policijske uprave i tajanstvenim nestancima ljudi, sredinom kolovoza uhićuje ga skupina njegovih suradnika, ali je uskoro pušten i s obitelji odlazi u Zagreb, tjedan dana prije početka velikosrpske agresije na Vukovar.
Uskoro je imenovan za savjetnika ministra unutarnjih poslova, te je dobio dvoetažni stan na Jarunu iz kojeg je odlazio na hrvatska ratišta. O njegovim izletima na ratišta uskoro počinju stizati i izvješća međunarodnih tijela i humanitarnih organizacija. Nakon što je u kolovozu 1992. poražen na izborima za Zastupnički dom Sabora, godinu dana kasnije uspio je ući u Županijski dom. Politički pad počinje na Trećem saboru HDZ-a, kada ga je predsjednik Tuđman optužio za stvaranje tajnih terorističkih organizacija. Uskoro istupa iz HDZ-a, a 3. ožujka 1997. daje ostavku na mjesto savjetnika u Ministarstvu unutarnjih poslova. Nezadovoljan listama HDZ-a za izbore u Podunavlju sastavlja svoju listu s kojom osvaja dva mandata u vukovarskom vijeću. Nešto kasnije osnovat će i vlastitu stranku - Hrvatsku pučku stranku (HPS).

## Presuda za ratne zločine
Nakon šokantnih izjava Mire Bajramovića (krajem listopada 1997. u splitskom listu Feral Tribuneu), pripadnika specijalne jedinice MUP-a pod zapovjedništvom Tomislava Merčepa, a koji je detaljno opisao zločine, ubojstva i mučenja za koje je rekao da su ih počinili pripadnici postrojbe, uključujući i njega osobno[nedostaje izvor], u Gospiću, Pakračkoj Poljani i Slanom, policija ga je istog dana privela u istražni zatvor. Dan kasnije javljeno je da su privedena i trojica drugih članova jedinice - Munib Suljić, Nebojša Hodak i Igor Mikola. Tomislav Merčep tada u interviewu TV Mreži kazuje:
Iste godine u javnost izašao je (Feral Tribune, br. 627) i dramatični apel što ga je Marin Vidić Bili, bivši povjerenik vlade Republike Hrvatske za Vukovar u kolovozu 1991. godine uputio najvišim predstavnicima tadašnje vlasti (predsjedniku Republike, premijeru, ministrima obrane i policije), ali i nekolicini oporbenih čelnika (Ivici Račanu, Savki Dabčević - Kučar, Draženu Budiši i Marku Veselici) tvrdeći ovo o djelovanjima postrojbama pod zapovjedništvom Tomislava Merčepa. Evo izvatka iz tog pisma:
Nakon promjene vlasti u Hrvatskoj početkom 2000-ih, krenule su glasine da će MKSJ podignuti optužnice protiv Merčepa. To se nije dogodilo. U međuvremenu je dvaput pretrpio moždani udar koje je uspio preživjeti, ali ga je doveo do invalidnosti: otežano se kreće i govori. Prvi je pretrpio 19. veljače 2007.
Prosinca 2010. hrvatske su vlasti nakon pritiska Amnesty Internationala uhitile i pritvorile Tomislava Merčepa. Uslijedio je niz kritičkih napisa u medijima, na što su reagirali u rodnom kraju njegovih roditelja, izrazivši mu potporu, na što su neki iz medija reagirali.
U svibnju 2016. godine je nakon četverogodišnjeg suđenja nepravomoćno osuđen na 5 i pol godina zatvora za ratni zločin nad srpskim civilima. Sredinom veljače 2017. godine, donesena je odlukom Vrhovnog suda pravomoćna presuda koja je preinačena u zatvorsku kaznu od 7 godina.
Udruga hrvatskih dragovoljaca Domovinskog rata objavila je kako je Tomislav Merčep umro 16. studenoga 2020. godine nakon duge i teške bolesti.